# Maisie Davies
Pour les articles homonymes, voir Davies.
Pas d'image ? Cliquez ici

a Compétitions nationales et continentales officielles uniquement.

b Matchs officiels uniquement.
Dernière mise à jour le 3 janvier 2025.
Maisie Davies, née le 17 août 2005 à Swansea (pays de Galles), est une joueuse internationale galloise de rugby à XV évoluant au poste de pilier. Elle est licenciée au Cardiff Met RFC (en) et joue le Celtic Challenge avec le Gwalia Lightning.

## Biographie
Née le 17 août 2005 à Swansea au pays de Galles, Maisie Davies grandit à Dunvant. Elle fait ses débuts à l'école de rugby à XV du Dunvant RFC où elle est la seule fille de son équipe.[réf. nécessaire]
Fin 2023, elle est sélectionnée avec le Gwalia Lightning au poste de troisième ligne aile. Après le Celtic Challenge, elle est repositionnée au poste de pilier, un changement qu'elle appréhende avec inquiétude. En juillet, alors qu'elle n'a que 18 ans, elle dispute la Summer Series des Six Nations avec l'équipe du pays de Galles des moins de 20 ans où elle inscrit trois essais en trois matchs. Elle est désignée meilleure joueuse de son équipe.
En 2024-2025, elle est appelée en équipe du pays de Galles pour disputer le WXV. Elle gagne sa première cape lors du match de préparation contre l'Écosse à Édimbourg (défaite 40-14) en même temps qu'Alaw Pyrs et Rosie Carr,. Pendant le WXV, elle est sélectionnée contre l'Italie et le Japon mais n'entre pas en jeu.[réf. nécessaire] Par la suite, elle est rappelée avec le Gwalia Lightning pour le Celtic Challenge.